# Schaduwvuur
Schaduwvuur is een fantasyboek van de Britse schrijfster Tanith Lee, het tweede deel van de Geboortegraf-trilogie.

## Verhaal
Tuvek is de zoon van de leider van een Dagtka-stam. Hij is anders dan de anderen jongens, wat nog eens onderstreept wordt wanneer bij de rituele krijger-inwijding, het "Ritueel der Knapen", de aangebrachte tatoeages verdwijnen, waardoor hij geen krijger kan worden. Dat accepteert hij niet en hij daagt een volwassen krijger uit tot een tweegevecht. Tuvek wint en na een tweede gevecht wordt hij geaccepteerd als krijger van de stam, waar zijn macht snel toeneemt.

## Geboortegraf-trilogie
1. 1975 - Het geboortegraf (The Birthgrave)
2. 1978 - Schaduwvuur (Vazkor, Son of Vazkor)
3. 1978 - De witte heks (Quest for the White Witch)